# トーマス・カウリング
トーマス・ジョージ・カウリング（Thomas George Cowling、1906年6月17日 - 1990年6月16日）はイギリスの天体物理学者である。 恒星の内部構造について理論的研究を行った。
ロンドンに生まれた。オクスフォード大学のブレーズノーズ・カレッジでアーサー・ミルンに学んだ。ロンドンのインペリアル・カレッジ、スワンシー大学などを経て、1948年からリーズ大学で教授となった。1947に王立協会フェロー選出。1965年から1967年の間、王立天文学会の会長を務めた。
恒星の内部構造とその安定性の研究を行った。1930年代にルードヴィッヒ・ビーアマンと太陽の対流モデルを発展させた。

## 賞
- 王立天文学会ゴールドメダル (1956年)
- ブルース・メダル（1985年）
- ヒューズ・メダル（1990年）